# Acis
|  | Per a altres significats, vegeu «Acis (desambiguació)». |

Segons Les metamorfosis d'Ovidi, Acis (en grec antic Ἄκις) era el déu del riu Acis, a tocar de l'Etna. Es deia que era fill del déu itàlic Faune i de la nimfa Simetis. Abans de convertir-se en riu, va ser amant de la nimfa Galatea, enamorada sense esperança del ciclop Polifem. Aquest, gelós i violent, el va voler esclafar amb unes roques, però Acis es transformà en riu i així es va escapar del gegant. Una altra versió deia que Polifem, efectivament, el va aplanar amb una pedra i la seva sang es va convertir en el riu Acis al peu de l'Etna.